# خوان سگاررا
خوان سگاررا (به اسپانیایی: Joan Segarra) بازیکن فوتبال اهل اسپانیا است که از سال ۱۹۵۱ تا ۱۹۶۲ میلادی عضو تیم ملی فوتبال اسپانیا بوده و در ۲۵ بازی ملی حضور داشته‌است. او در بازی‌های ملی‌اش گلی به ثمر نرساند.